# Febueder
Febueder is een Britse experimentele-rockband, afkomstig uit en gevestigd in Ascot, Berkshire. De band werd gevormd door schoolgenoten Kieran Godfrey en Sam Keysell in 2011. Ze brachten in 2012 hun debuutsingle To Some to Some uit, en vervolgens twee ep's, Soap Carv in 2013 en Lilac Lane in 2014.